# Holle naald

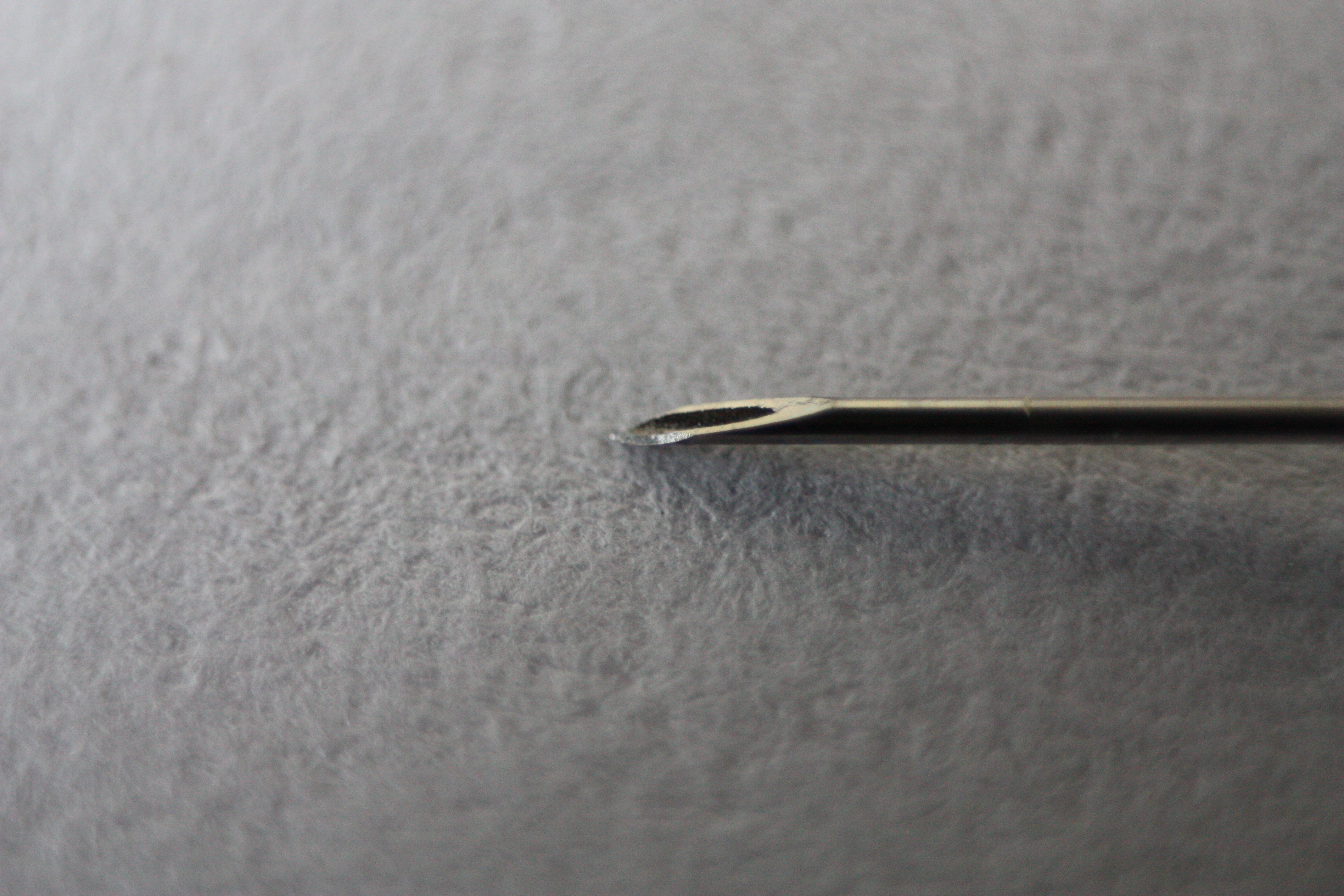
Uitvergrote uiteinde van een holle naald

Een holle naald is een type naald waardoor over de lengteas een kanaal loopt. Een holle naald wordt gebruikt als onderdeel van verschillende medische instrumenten:
- een injectienaald als onderdeel van een injectiespuit om een vloeistof in het lichaam in te spuiten, bijvoorbeeld voor vaccinatie,
- een naald voor een punctie, dat wil zeggen om bloed, andere lichaamsvloeistoffen of weefsels uit het lichaam te bemonsteren voor onderzoek.

Voorbeelden:
- Beenmergpunctie
- Lumbale punctie
- Pleurapunctie
- Venapunctie (bloed uit een ader)
- Vruchtwaterpunctie
- Spierbiopt.

Als bij een hond een maagtorsie optreedt, dan gebruikt een dierenarts als noodmaatregel een holle naald om lucht uit de maag te laten ontsnappen.
Ook wordt een holle naald gebruikt om cellen onder een microscoop te manipuleren, bijvoorbeeld bij weefselkweek.